# تپه ددلر۲
تپه ددلر۲ مربوط به دوران‌های تاریخی پس از اسلام است و در شهرستان بویین زهرا، بخش آبگرم، روستای شاخدار واقع شده و این اثر در تاریخ ۲۲ مرداد ۱۳۸۴ با شمارهٔ ثبت ۱۳۲۳۴ به‌عنوان یکی از آثار ملی ایران به ثبت رسیده است.